# 기묘한 서커스
《기묘한 서커스》(奇妙なサ-カス, Strange Circus)는 일본에서 제작된 소노 시온 감독의 2005년 미스터리, 판타지 영화이다. 미야자키 마스미 등이 주연으로 출연하였고 호시노 코지 등이 제작에 참여하였다.

## 출연

### 주연
- 미야자키 마스미
- 이시다 잇세이

### 조연
- 쿠와나 리에
- 타카하시 마이
- 후지코
- 타구치 토모로오
- 오구치 히로시
- 마담 레지네

## 기타
- 미술: 오바 하야토
- 배역: 스기야마 마이